# Beura-Cardezza
Beura-Cardezza är en kommun i provinsen Verbano Cusio Ossola i regionen Piemonte i Italien. Kommunen hade 1 468 invånare (2018).